# Wakkerpreis
Der Wakkerpreis ist ein durch den Schweizer Heimatschutz (SHS) verliehener Preis, mit dem politische Gemeinden in der Schweiz für beispielhaften Ortsbildschutz ausgezeichnet werden. Der Preis wird seit 1972 einmal jährlich verliehen und ist mit 20'000 Franken dotiert. Er ist nach dem Genfer Geschäftsmann Henri-Louis Wakker benannt, der dem Heimatschutz einen Teil seines Vermögens vermachte.
Zu Beginn wurden vor allem Gemeinden geehrt, die besondere Anstrengungen für den Erhalt von historisch gewachsenen Ortskernen und Altstädten unternehmen. In jüngster Zeit werden aber auch Gemeinden geehrt, die ihr Ortsbild unter einem bestimmten aktuellen Gesichtspunkt weiterentwickeln und aufwerten. Dies kann zum Beispiel die Neunutzung alter Industriebauten oder die gelungene Verknüpfung von alter und neuer Bausubstanz sein.
Zum 100-Jahre-Jubiläum des Schweizer Heimatschutzes wurde der Preis im Jahr 2005 ausnahmsweise nicht einer politischen Gemeinde, sondern den Schweizerischen Bundesbahnen (SBB) verliehen.

## Kriterien
Gemeinden, die den Wakkerpreis erhalten, müssen folgende Kriterien erfüllen:
- Sichtbare, qualitative Weiterentwicklung und Aufwertung des Ortsbildes unter zeitgenössischen Gesichtspunkten
- Respektvoller Umgang mit alten Siedlungsstrukturen und der bestehenden Bausubstanz
- Aktiver Einsatz für überdurchschnittliche architektonische Qualität, wobei die Gemeinde mit gutem Beispiel vorangehen muss
- Aktuelle Ortsplanung begünstigt Entwicklung im Sinne des Wakkerpreises
- Für die Gesamtbeurteilung zusätzlich massgebend sind Landschafts- und Umgebungsschutz, Nachhaltigkeit, Verkehrsplanung und Wohnqualität

## Preisträger
- 2025: Poschiavo

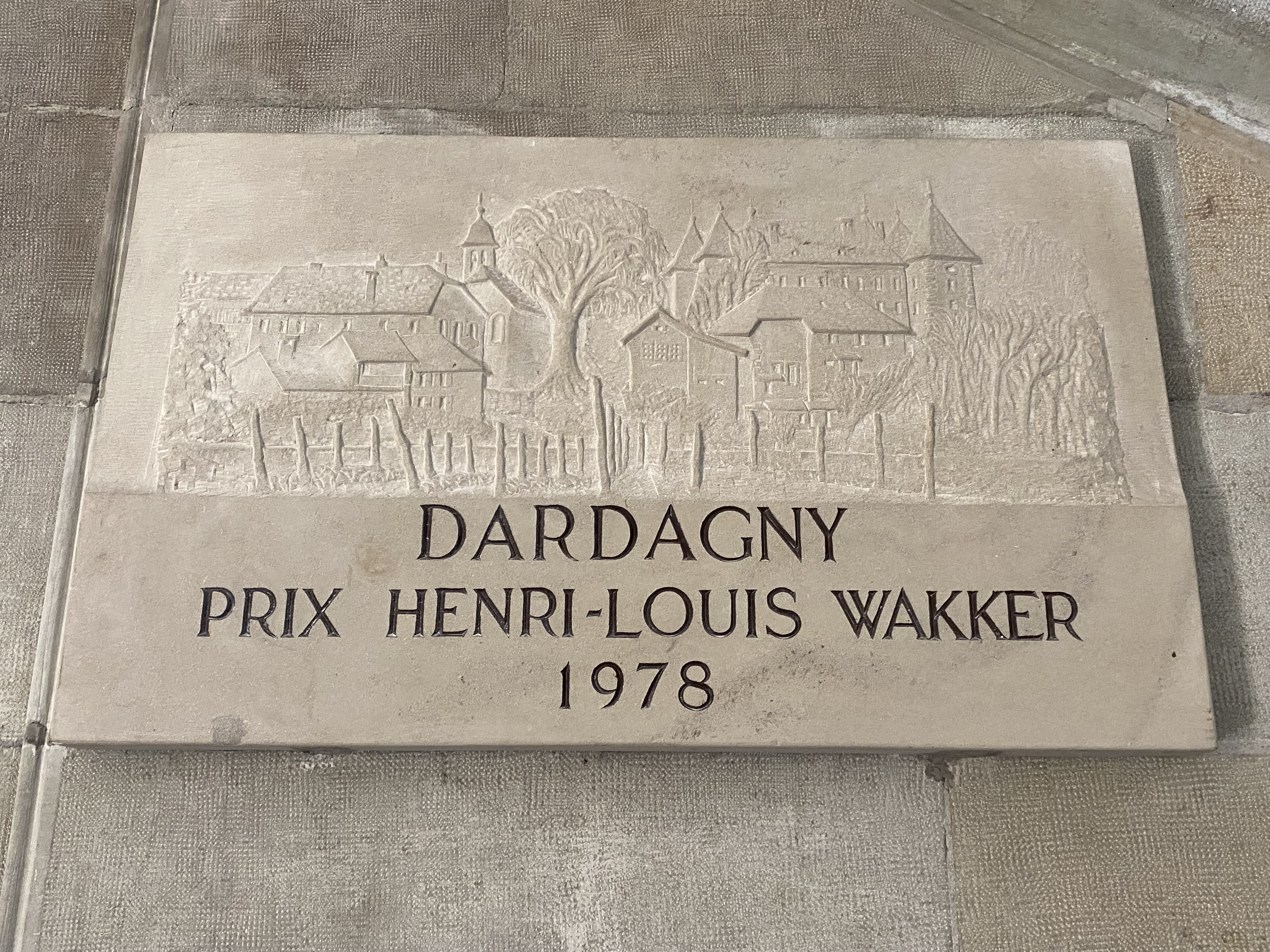
Gedenktafel in Dardagny (Kanton Genf), 1978

- 2024: Verein Birsstadt (Aesch, Arlesheim, Birsfelden, Dornach, Duggingen, Grellingen, Münchenstein, Muttenz, Pfeffingen und Reinach)
- 2023: Lichtensteig
- 2022: Meyrin
- 2021: Prangins
- 2020: Baden
- 2019: Langenthal
- 2018: Kulturstiftung Origen, Riom
- 2017: Sempach
- 2016: Rheinfelden
- 2015: Bregaglia
- 2014: Aarau
- 2013: Sitten
- 2012: Köniz
- 2011: Lausanne West (Bussigny, Chavannes-près-Renens, Crissier, Ecublens, Prilly, Renens, Saint-Sulpice, Villars-Sainte-Croix und Lausanne)
- 2010: Fläsch
- 2009: Yverdon-les-Bains
- 2008: Grenchen
- 2007: Altdorf
- 2006: Delsberg
- 2005: Schweizerische Bundesbahnen (Welle von Bern)
- 2004: Biel/Bienne
- 2003: Sursee
- 2002: Turgi
- 2001: Uster
- 2000: Genf
- 1999: Hauptwil-Gottshaus (Thurgau)
- 1998: Vrin
- 1997: Bern
- 1996: Basel
- 1995: Splügen
- 1994: La Chaux-de-Fonds
- 1993: Monte Carasso
- 1992: St. Gallen
- 1991: Cham
- 1990: Montreux
- 1989: Winterthur
- 1988: Pruntrut
- 1987: Bischofszell
- 1986: Diemtigen
- 1985: Laufenburg
- 1984: Wil
- 1983: Muttenz
- 1982: Avegno
- 1981: Elm
- 1980: Solothurn
- 1979: Ernen
- 1978: Dardagny
- 1977: Gais
- 1976: Grüningen
- 1975: Guarda
- 1974: Wiedlisbach
- 1973: Saint-Prex
- 1972: Stein am Rhein